# Nine Stones Close
Nine Stones Close ist ein bronzezeitlicher Steinkreis in der Nähe von Birchover in Derbyshire in England.
Vier Steine des Steinkreises, der einmal „The grey ladies“ (deutsch „die grauen Damen“) hieß, sind erhalten. Die größten Menhire in Derbyshire stehen in einem Feld auf dem Harthill Moor, westlich des Doll Tor und der Nine Ladies im Stanton Moor.
Mitte des 19. Jahrhunderts verzeichnete der Antiquar Thomas Bateman (1821–1861) noch sieben aufrecht stehende Steine sowie Funde von Töpferware und Feuerstein. Es gab im Jahre 1877 eine Ausgrabung, die die Steine gestört haben könnte. Heute steht nur noch ein Rechteck aus vier Steinen – die höchsten etwa 2,0 Meter hoch, die einen Kreis von etwa 13,0 m Durchmesser bildeten, wenn es ursprünglich tatsächlich neun Steine waren. Es scheint, dass ein weiterer Stein, als Teil einer Trockenmauer südlich des Kreises, überlebt hat.

## Legende
Es gibt Legenden, die mit dem Kreis verbunden sind: 
- Eine besagt, dass die Steine am Mittag, eine andere, dass sie um Mitternacht tanzen.
- Eine im 19. Jahrhundert aufgezeichnete berichtet von einem Landarbeiter, der an den Steinen eine Tonpfeife fand. Als er sie rauchte, konnte er durch die Erdoberfläche in der Nähe der Steine in ein Land sehen, das von Feen bewohnt war.